# Camilla, kraljica Ujedinjenog Kraljevstva
Camilla, kraljica Ujedinjenog Kraljevstva (Camilla Rosemary rođ. Shand, prethodno Parker Bowles; 17. srpnja 1947.), druga supruga Karla III., britanskog kralja i trenutačna nositeljica titule Kraljice Ujedinjenog Kraljevstva. Iako je Camilla automatski postala Princeza od Walesa nakon udaje za Princa Charlesa (kasnije Kralj Karlo III.), preferirala je nižu titulu Vojvotkinje od Cornwalla radi izbjegavanja zbrke s prvom suprugom Princa od Walesa Dianom, Princezom od Walesa. Ovu titulu upotrebljavala je svugdje osim u Škotskoj gdje je bila titulirana kao Vojvotkinja od Rothesayja.

## Titule i oslovljavanje
- 17. srpnja 1947. – 4. srpnja 1973.: Miss [gđica] Camilla Rosemary Shand
- 4. srpnja 1973. – 3. ožujka 1995.: Mrs [gđa] Andrew Parker Bowles
- 3. ožujka 1995. – 9. travnja 2005.: Mrs [gđa] Camilla Parker Bowles
- 9. travnja 2005. – 8. rujna 2022.: Njezino Kraljevsko Visočanstvo Vojvotkinja od Cornwalla.
  - u Škotskoj: 9. travnja 2005. – 8. rujna 2022.: Njezino Kraljevsko Visočanstvo Vojvotkinja od Rothesayja
- 8. rujna 2022. – danas: Njezino Veličanstvo Kraljica Ujedinjenog Kraljevstva

Camillina puna titula i stil oslovljavanja (do 8. 9. 2022.) glasila je: Njezino Kraljevsko Visočanstvo Princeza Karlo Filip Artur Juraj, Princeza od Walesa i grofica Chestera, Vojvotkinja od Cornwalla, Vojvotkinja od Rothesayja, grofica Carricka, gospa Renfrewa, gospa Otokâ, Princeza Škotske (eng. Her Royal Highness The Princess Charles Philip Arthur George, Princess of Wales and Countess of Chester, Duchess of Cornwall, Duchess of Rothesay, Countess of Carrick, Lady Renfrew, Lady of the Isles, Princess of Scotland).